# (22536) Katelowry
(22536) Katelowry (1998 FY61) – planetoida z pasa głównego asteroid okrążająca Słońce w ciągu 4,5 roku, w średniej odległości 2,72 j.a. Odkryta 20 marca 1998 roku.